# Louvignies-Bavay
Louvignies-Bavay is een dorp in het Franse Noorderdepartement en een deel van de gemeente Bavay. Het ligt net ten zuiden van het stadscentrum van Bavay, waarmee het vergroeid is.

## Geschiedenis
Het dorp Louvignies lag ten zuiden van de vestingstad Bavay, net buiten de stadsomwallingen. Op de 18de-eeuwse Cassinikaart staat de plaats weergegeven als Louvigny.
Bij de oprichting van de gemeenten op het eind van het ancien régime werd Louvignies-Bavay een gemeente. In 1825 werd de gemeente Buvignies, ten westen van Louvignies en ten zuidwesten van Bavay, aangehecht bij de gemeente Louvignies-Bavay. In 1946 werd de gemeente Louvignies-Bavay opgeheven en bij de gemeente Bavay gevoegd.

## Bezienswaardigheden
- de Église Saint-Nicolas uit de 18de eeuw

## Verkeer en vervoer
In de gemeente Louvignies-Bavay bevond zich het station Bavay, dat echter niet meer in gebruik is.